# Uhlí a železo – Zrození uhlí
Uhlí a železo, nazývané také Zrození uhlí, je pískovcový reliéf od akademického sochaře Vladislava Gajdy (1925–2010). Dílo, které je volně přístupné, je umístěno ve sbírkách Univerzitního muzea VŠB – Technické univerzity Ostrava v Ostravě-Porubě v Moravskoslezském kraji.

## Další informace
Uhlí a železo se nachází v interiéru v přízemí vstupní haly rektorátu VŠB – Technické univerzity Ostrava. Dílo s rozměry 2,4 x 14 m vznikalo v letech 1968 až 1972. Reliéf je uměleckým pojetím ztvárnění geologického řezu tehdejší československé části hornoslezské pánve včetně žhavého zemského jádra, horotvorných procesů a paleontologie. Ústřední disk se protíná s diagonálou geologie podzemí. Dílo bylo vytvořeno metodou tryskání. Před dílem se nachází busta Georgia Agricoly.

## Galerie

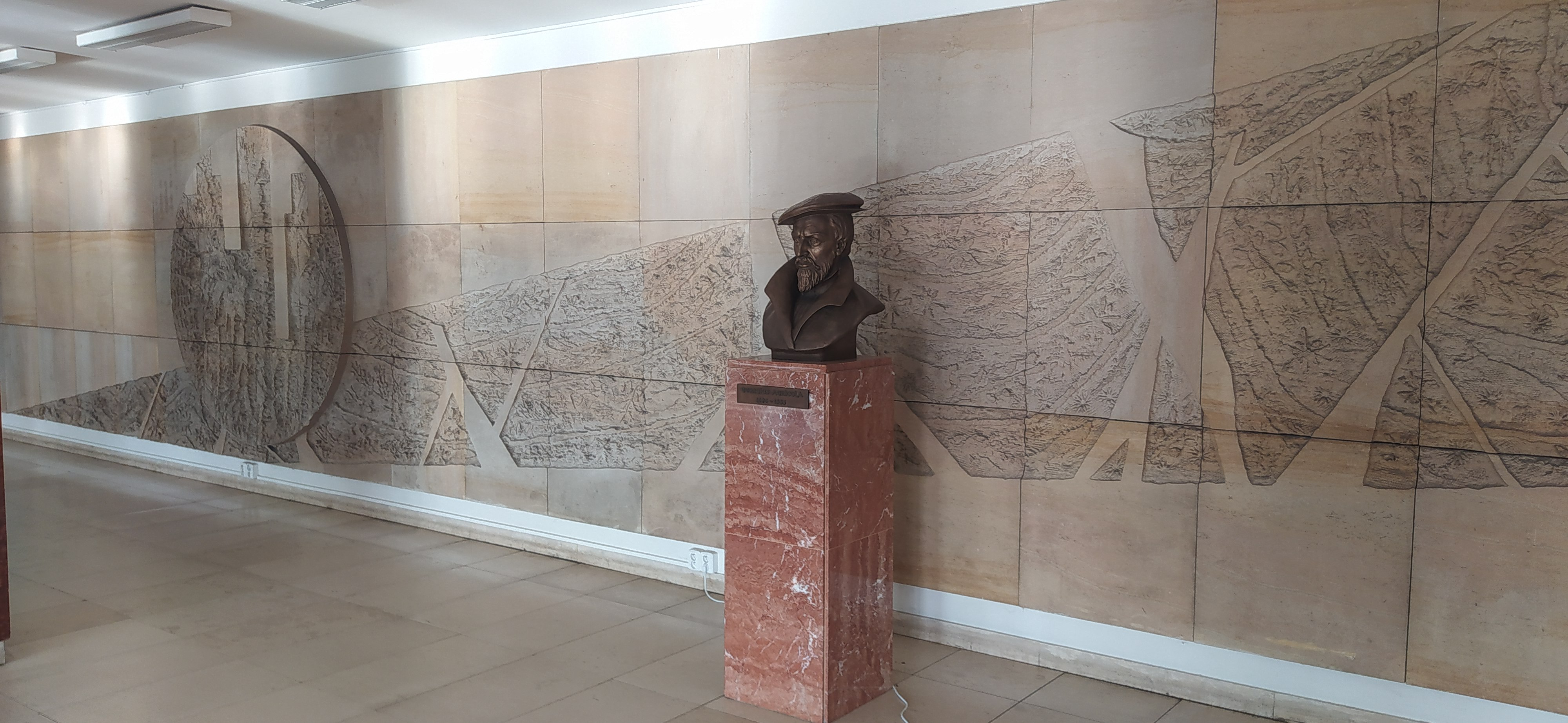